# Brett Anderson (The Donnas)
Para el vocalista del grupo Suede, véase Brett Anderson (Suede).
Brett Elizabeth Anderson (Bloomington, Indiana, 30 de mayo de 1979) es la vocalista del grupo de rock estadounidense The Donnas.

## Historia
Brett nació en Bloomington, Indiana el 30 de mayo de 1979. Se mudó a Palo Alto, California cuando iba en séptimo grado donde conoció a las demás integrantes del grupo, que entonces se llamaba Screen para luego pasar a llamarse Electrocutes y finalmente decidieron que se llamarían The Donnas. Al principio, Brett no tenía ningún conocimiento sobre la música.